# El Salitre, östra Temascaltepec
El Salitre är en ort i kommunen Temascaltepec i delstaten Mexiko i Mexiko. Samhället hade 249 invånare vid folkräkningen 2020.